# 張武業
張武業（1978年12月19日—），台灣足球教練，他目前擔任台甲展逸天行者教練並兼台北市立大學足球隊的教練。

## 生平
張武業出生於台中縣，與多數從小學開始踢球的隊友不同，他在國中二年級才開始接觸足球。國中畢業後，張武業進入大甲高工足球隊，並成為1996年的高中聯賽的明星球員。但他的升學並不順利，未能通過甄試進入台北市立體育學院。幸好憑藉著高工三級曾加入台北銀行足球隊的經歷，入伍之後順利加入飛駝足球隊，後來並進入國訓隊。
退伍之後，張武業再度挑戰台北體院，並通過甄試進入其足球隊。2001年張武業第一次代表中華台北足球代表隊參加2002年世界盃資格賽，前鋒、中場、後衛皆能勝任的他迅速成為教練李博洪所信任的手下愛將。
隨著年齡的增長，張武業逐漸以成為專業教練為自身生涯規劃。2002年張武業考取台北體院特殊教育學程，兼任北體球隊助教。2005年末，隨著中華隊新任教練今井敏明的走馬上任，張武業被中華民國足球協會指派為今井的助理教練。